# Sphagoeme paraensis
Sphagoeme paraensis är en skalbaggsart som beskrevs av Martins 1977. Sphagoeme paraensis ingår i släktet Sphagoeme och familjen långhorningar. Inga underarter finns listade i Catalogue of Life.